# Cour des Couples
La cour des Couples est un monument historique situé à Strasbourg, dans le département français du Bas-Rhin.

## Localisation

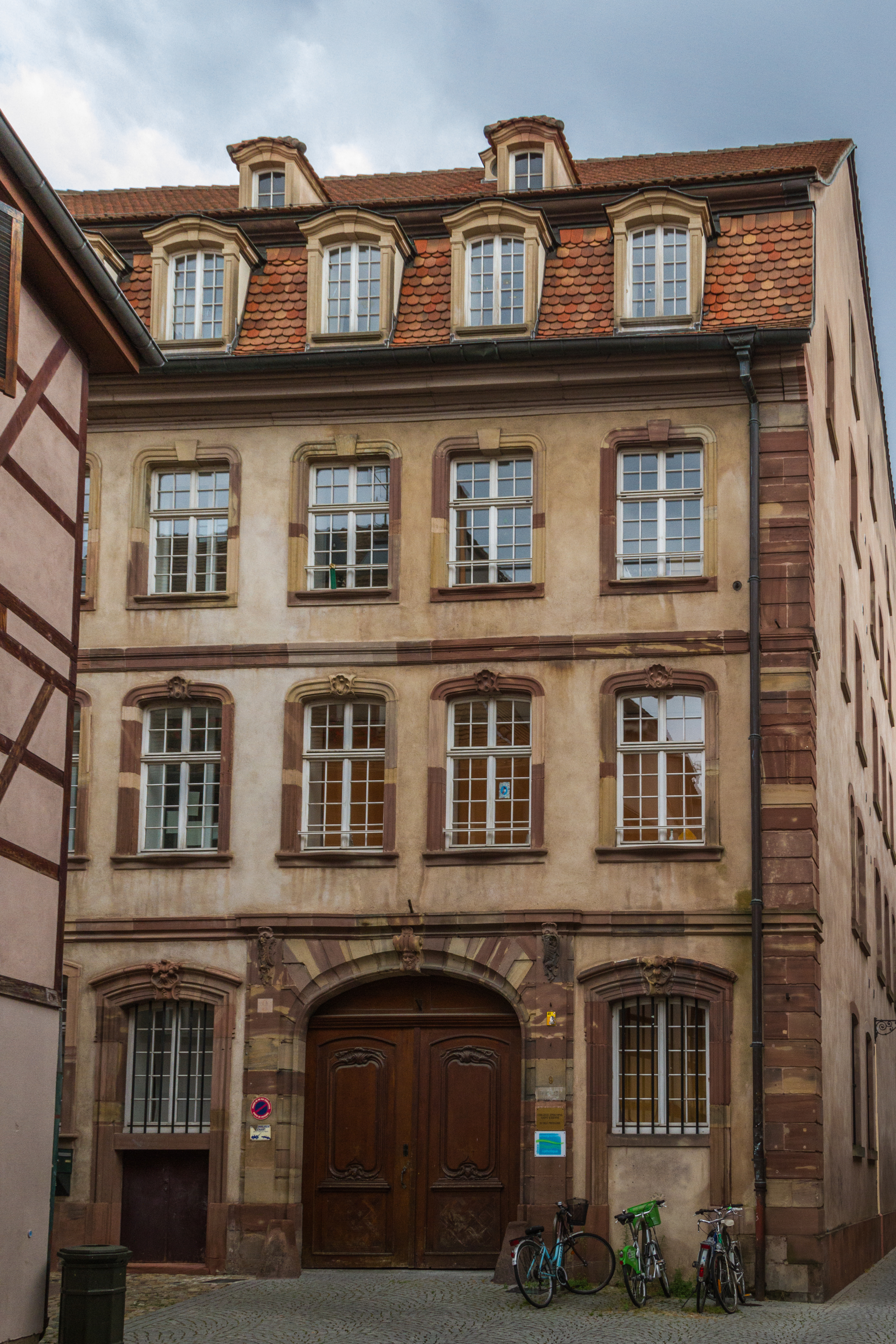
Façade sur rue.

Ce bâtiment est situé au 9, rue des Couples à Strasbourg.

## Historique
L'édifice fait l'objet d'un classement au titre des monuments historiques depuis 1927.